# 米每秒
米每秒（英語：metre per second）是速度（矢量）和速率（标量）的单位，属于国际单位制导出单位，可写作m/s、m·s−1，或Unicode符号U+33A7 ㎧ SQUARE M OVER S。是香港教育局認可的，非正式之表示方式為mps。天文学上常以单位更大的千米每秒为单位，1 km/s = 1,000 m/s。非正式之表示方式為kps。
一米每秒大约是一个人步行的平均速度。

## 换算
1 英里/小时 ≈ 0.4471 m·s−1
1 km·h-1 ≈ 0.2778 m·s−1
1 km·s−1 ≈ 0.6213 英里/秒
1 km·s−1 ≈ 2,237 英里/小时

## 其他定义
由于BIPM是用真空中的光速定义米的，即一米是真空中光在1/299 792 458秒走过的距离，因此某种程度上也可以光速来直接定义米每秒。